# Franz Engel
Franz Engel (Röbel/Müritz, 12 juli 1834 – Neubrandenburg, 30 augustus 1920) was een Duitse plantkundige en ontdekkingsreiziger. Zijn auteursaanduiding in de botanische nomenclatuur is Engel.

## Biografie
Franz Engel werd geboren als zoon van Christian Engel (jurist en burgemeester van Röbel) en Ulrike Classe. Hij studeerde natuurwetenschappen in Berlijn en Leipzig. In 1857 vertrok hij naar Venezuela en Nieuw-Granada, nam de leiding van een plantage in Zulia en werd later beheerder van een domein in het bergland van Mérida.
In 1863 keerde hij naar Europa terug, nam als vrijwiliger deel aan de Frans-Duitse Oorlog en werd daarna wetenschappelijk medewerker aan de Landbouwhogeschool Berlijn. Hij werd er ook bibliothecaris.

## Publicaties
- Palmae columbianae novae (Schlechtendal / Linnaea; 33), Halle 1865.
- Studien unter den Tropen Amerikas. Jena 1878; heruitgegeven als: Aus dem Natur- und Volksleben des tropischen Amerika, 1886.
- Einwanderung und Kolonisation im tropischen Amerika. Leipzig 1880.
- Wegeblumen aus dem Ränzel eines Wanderburschen. Gedichtenverzameling, Berlin 1883.